# La donna venduta
La donna venduta (Hot Blood) è un film del 1956 diretto da Nicholas Ray.